# Базилика Святого Урбана (Труа)
Базилика Святого Урбана в Труа (фр. Basilique Saint-Urbain de Troyes, ранее Церковь Сент-Урбан) — крупная готическая престольная церковь в городе Труа (Франция). Названа в честь святого Урбана. Национальный памятник Франции.
Коллегиальная церковь, основанная в 1262 году папой Урбаном IV. Классический пример готической архитектуры конца XIII века. Строители столкнулись с сопротивлением монахинь соседнего аббатства, которые нанесли значительный ущерб во время строительства. Большая часть здания была построена в XIII веке и некоторые из витражей датируются этим периодом, затем строительство церкви было отложено на многие годы из-за войны или отсутствия финансирования. Скульптуры включают в себя замечательные образцы школы Труа XVI века. Сводчатая крыша и западный фасад были закончены только в конце XIX — начале XX веков. Включен в список памятников истории в 1840 году.

## Предыстория
Жак Панталеон (ок. 1195—1264) был сыном сапожника в Труа. Некоторое время он учился в соборной школе, а затем переехал в Париж для изучения богословия в Сорбонне. В 1255 году он был назначен патриархом Иерусалимским. В 1261 году был избран папой и выбрал имя Урбан IV. В мае 1262 года он объявил, что построит в Труа собор, посвященный его покровителю святому Урбану. Для церковного сайта Урбан IV приобрёл несколько домов вокруг здания, в котором находилась мастерская его отца. Земля принадлежала сильному в то время аббатству Нотр-Дам-о-Ноннен, которое противилось папе и мешало строительству. 

## Архитектура
Церковь Сент-Урбан является классическим примером французской готической архитектуры этого периода. Снаружи расположены перфорированные фронтоны с острыми пиками, узкие опоры со многими вершинами и ажурные летающие опоры. Эффект визуально сложный, возможно, противоречивый. Основные структурные элементы построены из прочного известняка из Тоннера, а для заполнения каменной кладки стен использовался более мягкий местный известняк. Внутренний план компактен. Есть короткий неф с тремя травеями, трансепт, который не выступает из боковых стенок, и короткий венец, который заканчивается в трёх многоугольных апсидах. Деамбулаторий отсутствует. В здании эффектно используются ажурные масверки и утончённые формы. 
В соборе использованы внутренние стены двух типов. У апсиды есть два уровня витражей над простым каменным основанием, которые создают светящуюся область вокруг алтаря. На нижнем уровне есть проход за открытым ажурным экраном, бифории которого поднимаются к фонарю, расположенному наверху. У святилища, трансепта и нефа есть мощная аркада на нижнем уровне, поддерживаемая сложными опорами, над которой возвышается фонарь. Эти два типа стен объединены каркасом прямолинейных участков стен и сетью вертикальных и горизонтальных элементов.
Здание не стремится к монументальности, которая наблюдается в ранних готических зданиях. Вместо этого подобная архитектура была названа «тонкая стеклянная клетка». Архитектор убрал трифорий, упростил план и сосредоточился на уточнении деталей. Его обтекаемый дизайн был использован в поздних готических церквях. Архитектор Эжен Виолле-ле-Дюк (1814—1879), возглавлявший готическое возрождение XIX века, считал, что Сент-Урбен представляет собой лучший пример системы строительства, в которой колонны, поддерживающие свод, непрерывно проникают в арки свода, без массивных романских капителей более ранних периодов. Базилику Сен-Урбен называют «Парфеноном Шампани». 
- План нижнего уровня
- Витраж хор
- Неф
- Крыльцо